# Las Inviernas
Las Inviernas és un municipi de la província de Guadalajara, a la comunitat autònoma de Castella-La Manxa.